# Martha MacIsaac
Pour les articles homonymes, voir MacIsaac.
Martha MacIsaac est une actrice canadienne née le 11 octobre 1984 à Charlottetown (Canada). 

## Biographie
Elle commence sa carrière à quatorze ans en jouant Emily Byrd Starr dans la série télévisée Émilie de la Nouvelle Lune, adaptée du roman de Lucy Maud Montgomery. Par la suite, la jeune actrice enchaîne les apparitions à la télévision dans des séries télévisées ou téléfilms.
Martha MacIssac est surtout connue pour son rôle dans SuperGrave, ou elle incarne Becca, la jeune fille intéressée par Evan, le personnage principal.
Elle tourne des films, dont certains au succès plus ou moins confidentiels (La Dernière maison sur la gauche, The Thaw et Faith, Fraud, & Minimum Wage) et a aussi joué un personnage récurrent, Dana, dans les deux dernières saisons de Greek.
Elle est mariée à Torre Catalano, directeur de production de vidéos chez Capitol Records, depuis le 10 juillet 2010.

## Filmographie

### Cinéma
- 2005 : Princess on Ice (Ice Princess), de Tim Fywell : Mean Party Girl
- 2007 : SuperGrave (Superbad), de Greg Mottola : Becca
- 2009 : La Dernière Maison sur la gauche (The Last House on the Left), de Dennis Iliadis (en) : Paige
- 2009 : Versailles, court-métrage de David Hunt (en)
- 2009 : The Thaw, de Mark A. Lewis : Evelyn Kruipen
- 2009 : Twilight Cycles (V), court-métrage de Osmany Rodriguez et Matt Villines
- 2010 : Faith, Fraud, & Minimum Wage, de George Mihalka : Casey McCullen
- 2017 : Battle of the Sexes de Jonathan Dayton et Valerie Faris : Jane Bartkowicz
- 2018 : What Keeps You Alive de Colin Minihan : Sarah
- 2019 : Unicorn Store de Brie Larson : Sabrina

### Télévision

#### Série télévisée
- 1998-2000 : Émilie de la nouvelle lune (Emily of New Moon)  : Emily Byrd Starr
- 2000 : Eckhart: Bridgid (voix)
- 2006 : This Is Wonderland  : Kristy Hausman (1 épisode)
- 2006-2008 : Di-Gata les défenseurs (Di-Gata Defenders)  : Melosa
- 2007 : Magi-Nation (en)  : Edyn (1 épisode)
- 2008 : Friends and Heroes  : Sarah (13 épisodes)
- 2010 : Greek  : Dana Stockwell (9 épisodes)
- 2011 : Marcy (2 épisodes)
- 2011-2013 : 1600 Penn : Becca Gilchrist

#### Téléfilm
- 2003 : This Time Around, de Douglas Barr : Young Gabby Castellani
- 2004 : La Frontière de l'infidélité (Suburban Madness), de Robert Dornhelm : Vivian Leigh Bacha (VF : Sandrine Cohen)
- 2005 : Mariés, huit enfants (I Do, They Don't), de Steven Robman : Moira Lewellyn
- 2006 : Reconquérir une femme (Night of Terror), de William Tannen : Olivia Dunne (VF : Chantal Macé)
- 2007 : Au nom de ma fille (In God's Country), de John L'Ecuyer : Charlotte (VF : Chantal Macé)